# Brouwerij Boon

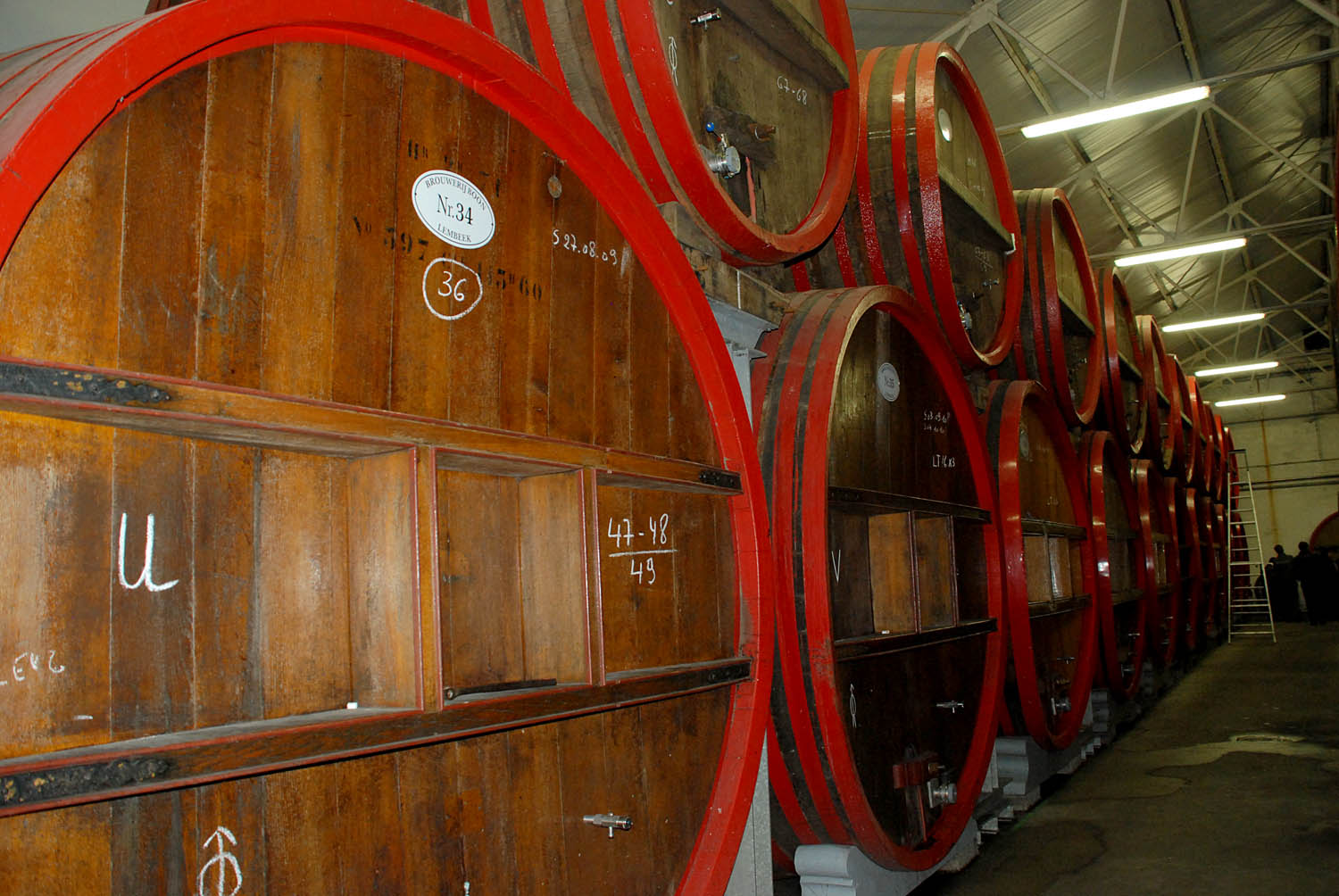
Barricas de la Brouwerij Boon.

Brouwerij Boon es una fábrica de cerveza lámbica belga situada en el Brabante Flamenco en el pueblo de Lembeek, un barrio de la ciudad de Halle.

## Historia
En 1680, Jean-Baptiste Claes comenzó con una destilería de aguardiente en Lembeek. Lembeek fue durante el Antiguo Régimen, una ciudad de refugio, donde las reglas habituales de los impuestos especiales no aplicaban. El negocio floreció y Claes también comenzó operaciones en la aldea de Hondzocht. Después de la Revolución francesa la elaboración de la cerveza y la ginebra se volvió menos ventajoso: la familia Claes arrendó la fábrica de cerveza en Hondzocht en 1809 a Jean-Baptiste Paul. Su hijo Louis Paul compró los edificios en 1860 y le cambió el nombre a Brasserie Saint-Roch. Allí produce lambic y experimenta con geuze. La fábrica de cerveza, pasó en 1898 en manos de la familia Troch, que además instaló un motor de vapor. Durante la Primera Guerra Mundial las calderas de cobre fueron incautadas. Después de la guerra, la producción se reinició, pero Brouwerij Troch se encontraba en sumida la crisis. En 1927 tuvo lugar su quiebra.
La cervecería fue comprado por la familia De Vits. René De Vits dejó la elaboración de cerveza y se dedicó a producir gueuze. Adquiría el mosto a otras empresas y realizaba en la fábrica una fermentación espontánea, la maduración en barriles, y embotellaba la geuze. En la empresa durante décadas apenas se invirtió. En el pasado solo producía unos 150 hectolitros por año. Finalmente, René De Vits vendió la antigua fábrica de cerveza en 1978 a Frank Boon.

## Frank Boon
Frank Boon se inició en 1975, a la edad de 22, como elaborador de geuze y maestro cervecero en Halle, Alemania. Después de la compra de la antigua fábrica de cerveza de De Vits se instaló en Hondzocht, Lembeek. En los años 80 Boon compró una fábrica de metal en quiebra en Lembeek, y lo transformó en una fábrica de cerveza. La primera cerveza se produjo en el otoño de 1990. Al mismo tiempo, establece un acuerdo Brouwerij Palm, que compra una participación de un 50%, y asumió la distribución. El incremento de las ventas y la producción ha aumentado de forma constante: 450 hl en 1990, 5.000 hl en el año 2000, 11.300 hl en 2009, y 14000 hl en 2011. Después de una fuerte inversión en 2013 se inauguró una nueva fábrica de cerveza, y la capacidad de producción es de 2,5 veces mayor que antes.

## Cervezas
Las siguientes cervezas en esta fábrica de cerveza:
- Framboise Boon - 6%
- Kriek Boon - 4%
- Oude Geuze Boon - 6,5%
- Duivels Bier - 8%
- Faro Perte Totale - 5%
- Geuze Mariage Parfait - 8%
- Kriek Mariage Parfait
- Oude Kriek Boon - 6,5%
- Jack-Op (desde 2010, produce 250 hl al año bajo licencia de AB InBev)

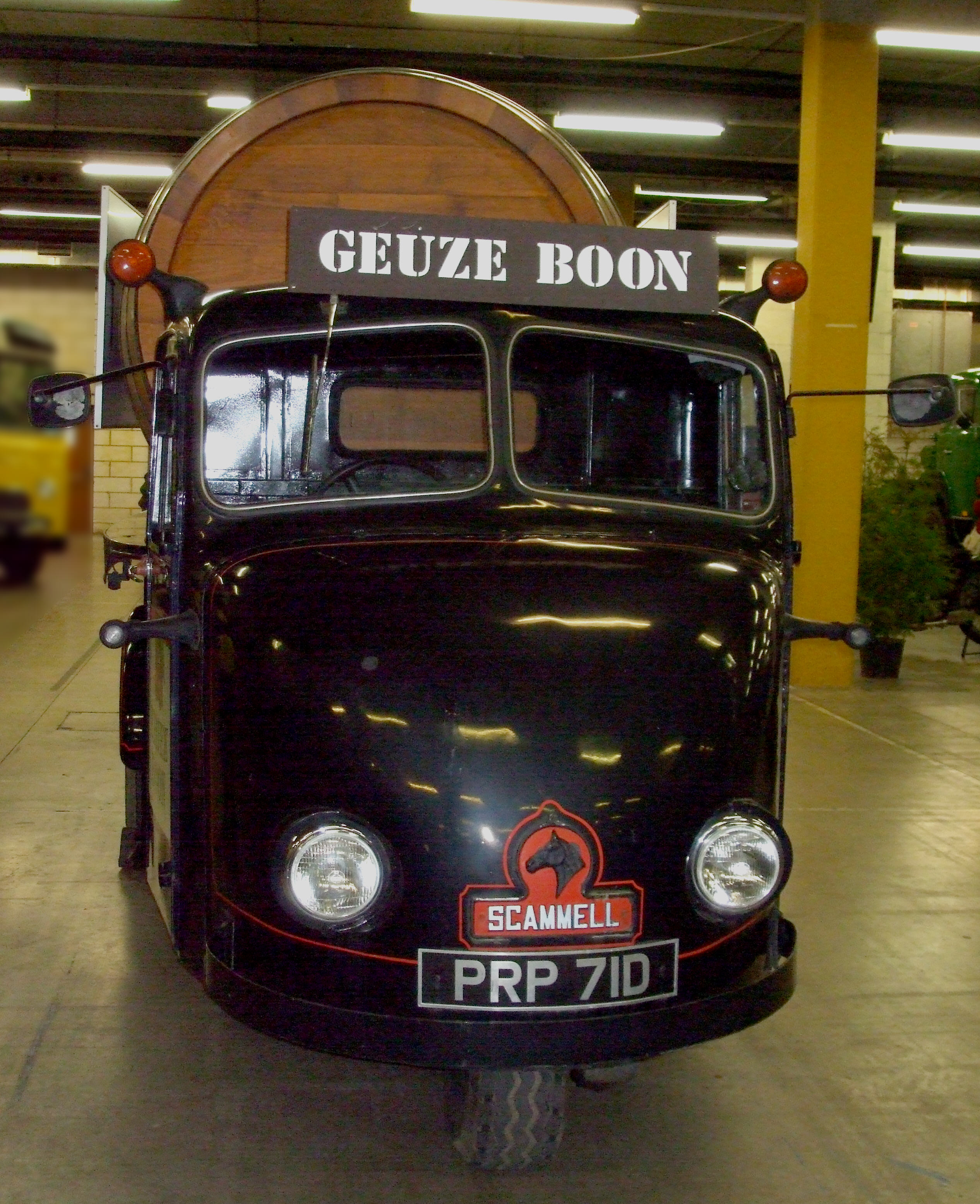
Antiguo camión de reparto
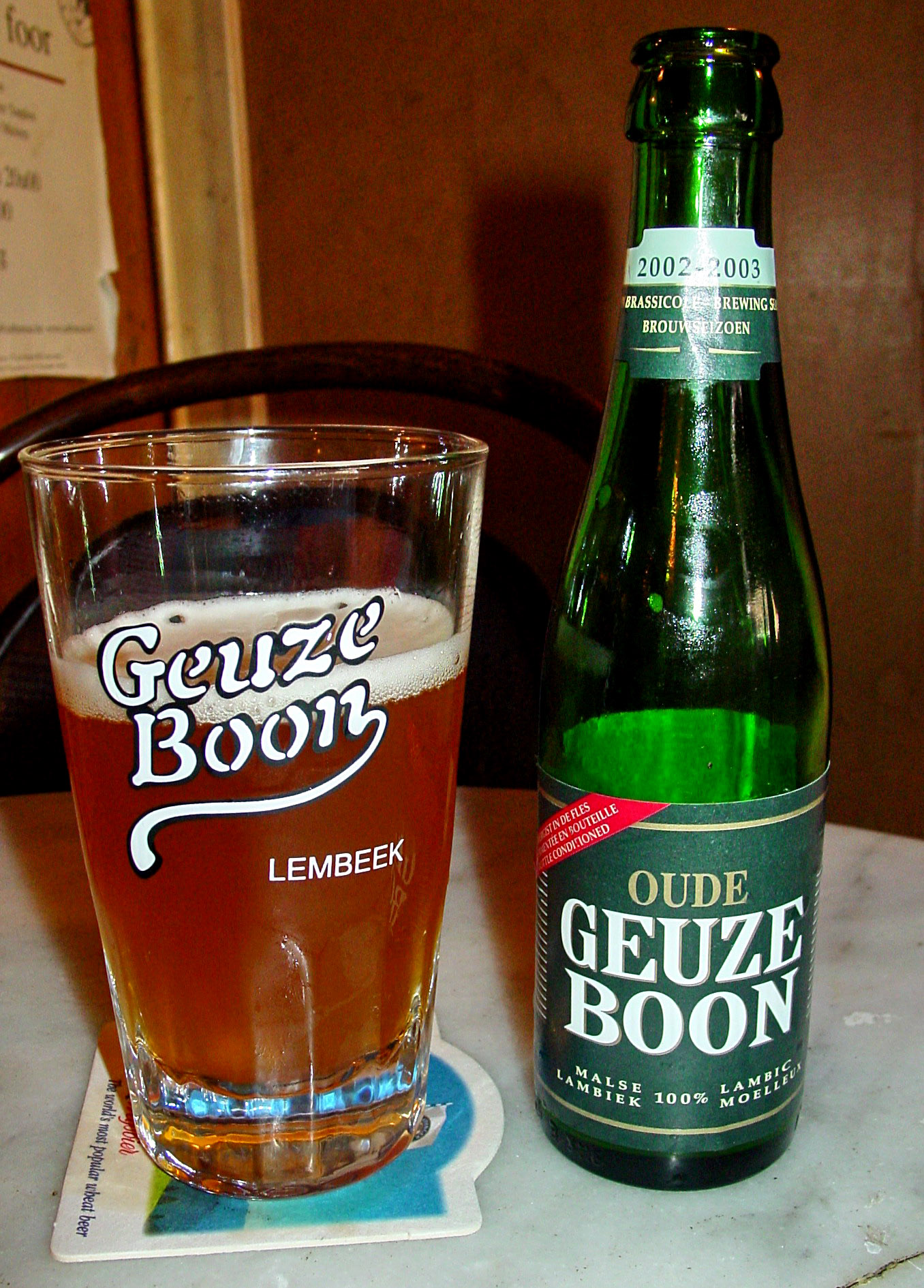
Oude Geuze Boon
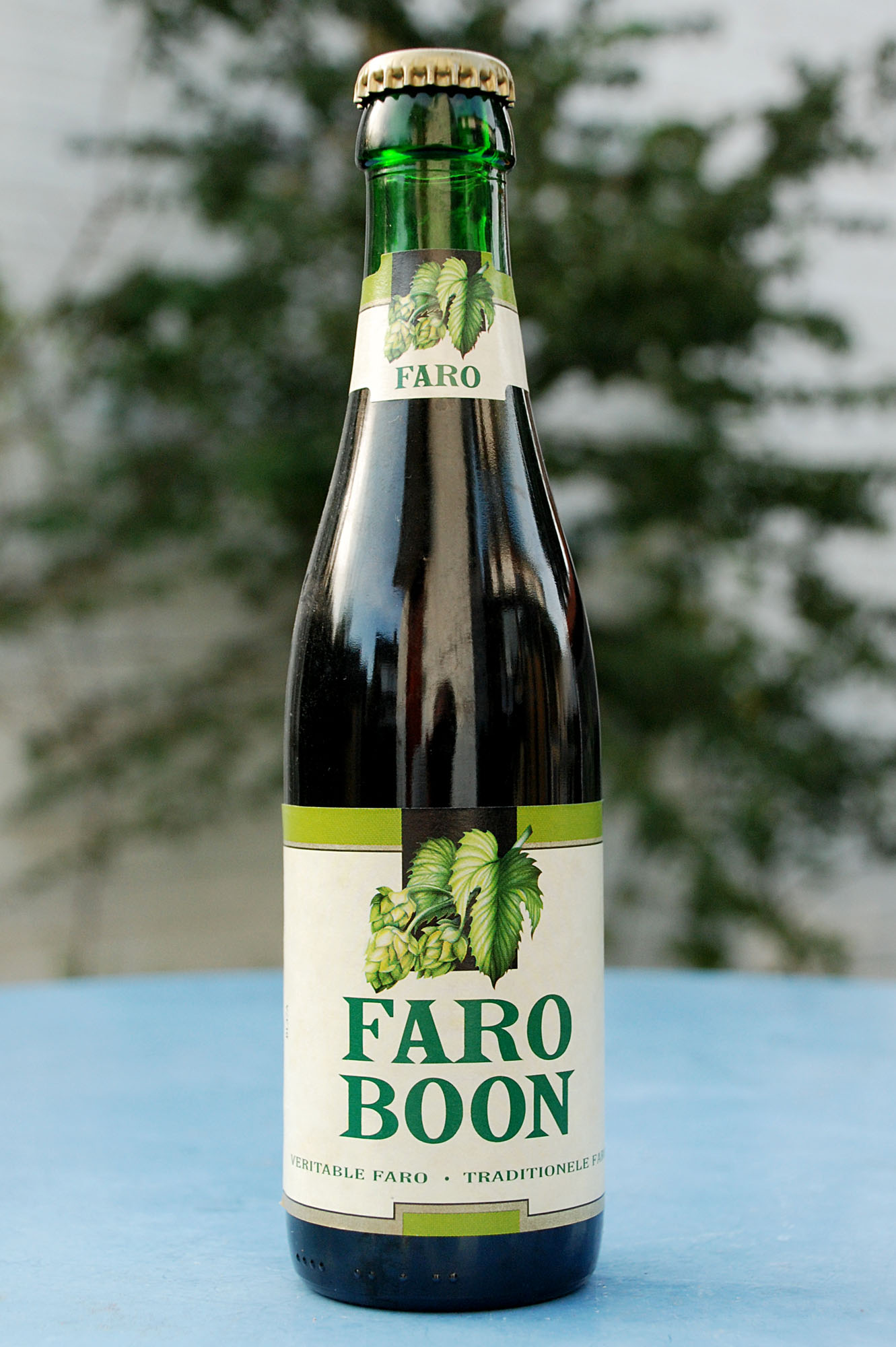
Faro Boon
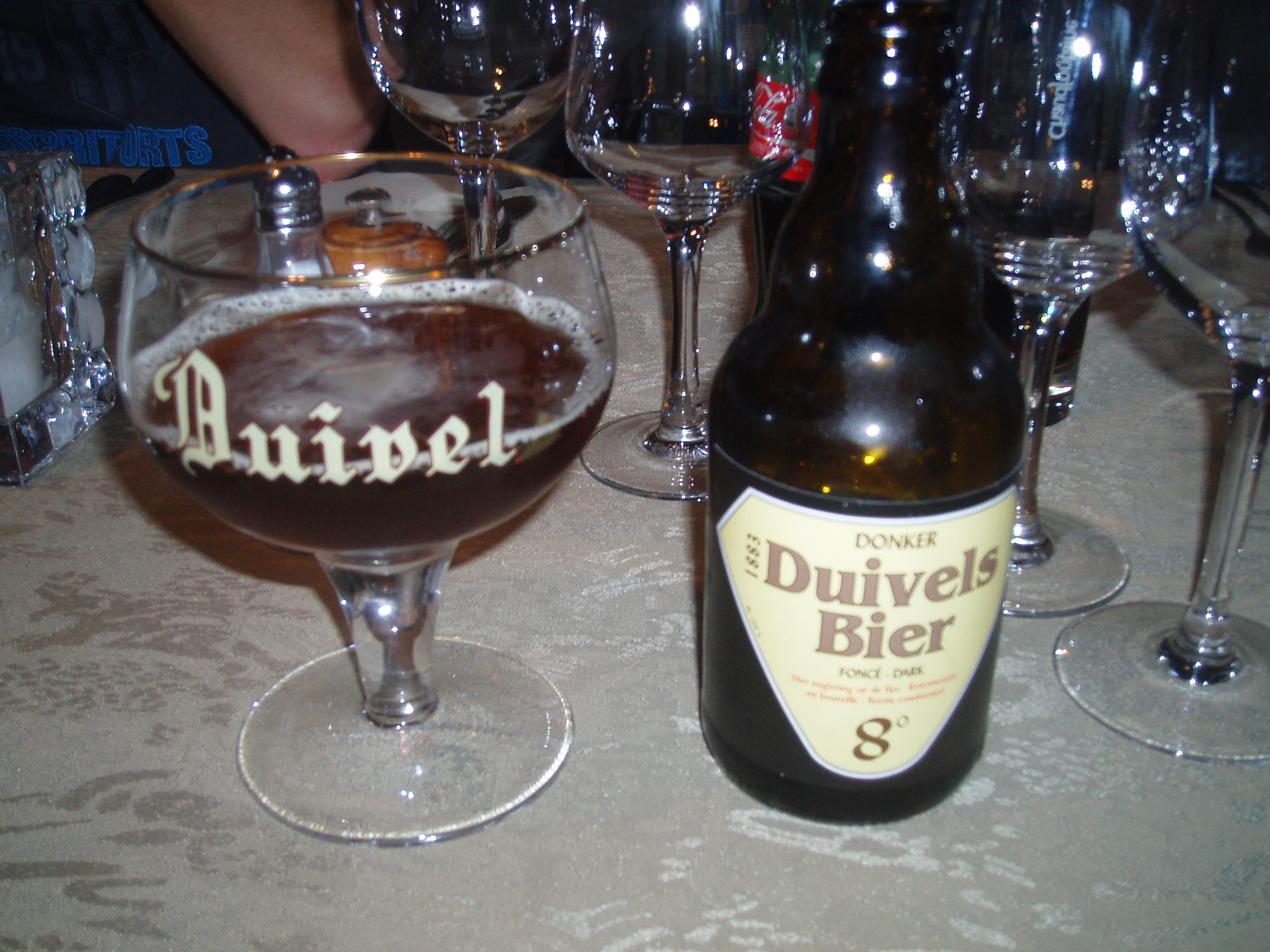
Duivels Bier